# Türkmenabat
Türkmenabat (dříve Čardžou) je město na severovýchodě Turkmenistánu. Je správním centrem vilájetu Lebap (dříve Čardžouská oblast) a s více než 570 000 obyvateli druhým největším městem v zemi.

## Populace
Türkmenabat je po Ašchabadu druhým nejlidnatějším městem Turkmenistánu. Populace města roste díky velkému počtu nově narozených a migrací lidí z Uzbekistánu.
Většinu obyvatel města tvoří Turkmeni a Uzbeci, existují zde menšiny Rusů, Tatarů, Kazachů a Karakalpaků.
| Rok              | 1939 | 1977 | 1989  | 1999 | 2005 | 2010 |
| ---------------- | ---- | ---- | ----- | ---- | ---- | ---- |
| Populace, v tis. | 70   | 236  | 160,8 | 404  | 490  | 571  |

## Historie
Již před dvěma tisíci let zde existovala významná obchodní stanice na Hedvábné stezce známá pod názvem Āmul; název podle ní dostala také řeka Amudarja, na jejímž levém břehu město leží. Od patnáctého století se používal název Čardžou, což znamená v perštině „čtyři kanály“. Sídlo náleželo Bucharskému chanátu do roku 1868, kdy se stalo součástí Ruského impéria, v roce 1886 zde Kozáci založili pevnost Nové Čardžou. V roce 1918 bylo povýšeno na město, v letech 1924–1927 neslo název Leninsk. Po vyhlášení nezávislosti Turkmenistánu se název města zapisoval turkmenskou latinkou jako Çärjew, v roce 1999 je nechal prezident Saparmurad Nijazov přejmenovat na Türkmenabat (město Turkmenů).

## Život ve městě
Türkmenabat je významný dopravní uzel nedaleko hranice s Uzbekistánem s velkým nádražím, říčním přístavem a moderním letištěm, žije zde také početná uzbecká menšina. Je centrem nejdůležitější zemědělské oblasti v Turkmenistánu, kde se pěstují obiloviny a ovoce. Město je významné potravinářským průmyslem a výrobou umělých hnojiv, zpracovává se bavlník a karakulská vlna, v okolí se těží zemní plyn. Město je vyhlášené množstvím orientálních bazarů i velkým parkem Tasinlikler meydanchasy. Sídlí zde pedagogická vysoká škola a fotbalový klub FC Bagtyyarlyk-Lebap. Nedaleko města se nachází rezervace Repetek, chránící unikátní pouštní faunu a flóru. Podnebí je kontinentální, letní teploty přesahují 40 °C a zimní klesají pod −20 °C, průměrné srážky činí 130 mm ročně.

## Rodáci
- Oleg Kononěnko, kosmonaut

## Partnerská města
- İzmir (Turecko)